# NGC 7764
NGC 7764 is een balkspiraalstelsel in het sterrenbeeld Phoenix. Het hemelobject werd op 4 oktober 1836 ontdekt door de Britse astronoom John Herschel.

## Synoniemen
- ESO 293-4
- MCG -7-48-27
- VV 715
- AM 2348-410
- PGC 72597